# Алан Кернахан
Алан Кернахан (англ. Alan Kernaghan, нар. 25 квітня 1967, Отлі) — ірландський футболіст, що грав на позиції захисника, флангового півзахисника. По завершенні ігрової кар'єри — тренер.

## Клубна кар'єра
Народився в містечку Отлі, Йоркшир, Англія, але у віці 4 років разом з сім'єю переїхав до північноірландського Бангора.
У дорослому футболі дебютував 1985 року виступами за команду клубу «Мідлсбро», в якій провів вісім сезонів, взявши участь у 202 матчах чемпіонату, втім лише у двох сезонах (1988/89 та 1992/93) грав у вищому англійському дивізіоні, зігравши 23 і 22 гри відповідно. Також 1991 року недовго на правах оренди грав за клуб другого дивізіону «Чарльтон Атлетик».
У вересні 1993 року перейшов у «Манчестер Сіті» і спочатку у команді з Манчестера був основним гравцем, втім поступово втратив місце в основі і став здаватись по орендах, погравши за «Болтон Вондерерз», «Бредфорд Сіті» та шотландський «Сент-Джонстон». Згодом останній клуб підписав з гравцем повноцінний контракт. В подальшому Кернахан грав за інші шотландські клуби «Бріхін Сіті», «Клайд» та «Лівінгстон», а завершив професійну ігрову кар'єру у клубі «Фолкерк», де недовго виступав протягом 2005 року.

## Виступи за збірну
Виступав за юнацькі збірні Північної Ірландії, але відповідно до політики ФАІ не залучався в національну збірну, оскільки ані він сам, ані його батьки не були народжені в Північній Ірландії. Однак Алан мав ірландські коріння через свою бабусю, завдяки чому отримав громадянство Республіки Ірландія і був викликаний Боббі Чарльтоном 1993 року у національну збірну Ірландії.
У складі збірної наступного року був учасником чемпіонату світу 1994 року у США, втім на поле не виходив. Всього протягом кар'єри у національній команді, яка тривала 4 роки, провів у її формі 26 матчів, забивши 1 гол.

## Кар'єра тренера
Після роботи граючим тренером у шотландських клубах «Клайд» та «Данді», у квітні 2006 року він очолив молодіжну команду «Рейнджерса», де працював до лютого 2012 року, після чого покинув посаду аби очолити англійський «Брентфорд».
Наразі останнім місцем тренерської роботи був північноірландський клуб «Гленторан», головним тренером команди якого Алан Кернахан був з листопада 2015 по 30 серпня 2016 року.